# Demetriusz Chryzoloras
Demetriusz Chryzoloras albo Chrysoloras – teolog bizantyński filolog z przełomu XIV i XV wieku.

## Życie
Demetriusz Chryzoloras urodził się w drugiej połowie XIV wieku w Tesalonice. Był jednym z najbliższych przyjaciół i doradców cesarza Manuela II Paleologa (1391-1425). Towarzyszył cesarzowi Janowi VIII Paleologowi na sobór do Florencji. Brał udział w łacińsko-greckich sporach teologicznych, przeciwstawiając się unii Kościołów. 

## Twórczość
Pozostawił szereg pism teologicznych. W Logos sinoptikos przytoczył główne wątki traktatu Nila Kabazylasa przeciw łacińskiej doktrynie o pochodzeniu Ducha Świętego. Napisał dialog pomiędzy Tomaszem z Akwinu, Nilem Kabazylasem, Demetriuszem Kydonesem i sobą samym o pochodzeniu Ducha Świętego i o aniołach zatytułowany Dialogos anairetikos. W obecności cesarza Manuela II przeprowadził dysputę teologiczną o istnieniu i nieistnieniu (wydanie łacińskie: Disputatio cum Antonio Ascolensi de verbis Christi "Bonum erat ei si natus non fuisset homo ille", Florencja, 1618). Napisał wiele mów na święta Pańskie oraz na uroczystość Zaśnięcia NMP i ku czci świętego Demetriusza. Jest też autorem dialogu przeciw wzajemnemu obwinianiu się prawosławnych.